# RESURRECTION
『RESURRECTION』（レザレクション）は、GALNERYUSの6枚目のオリジナル・アルバム。

## 概要
第3期GALNERYUSとしては初のフルアルバム。先行リリースされたデジタルシングル『BEGINNING OF THE RESURRECTION -Digital EP-』収録の「Destiny」「A Far-Off Distance」を含む全11曲を収録。
2ndアルバム『Advance To The Fall』の方向性を基本としている。
ボーカルに小野正利を迎えた初のアルバム。また、オリコン週間チャートでは35位を記録し、売り上げも2万枚を突破した。
初回限定盤はメタルスリーブケース付きのデジパック仕様。

## 収録曲
| #         | タイトル               | 作詞           | 作曲       | 時間  |
| --------- | ---------------------- | -------------- | ---------- | ----- |
| 1.        | 「UNITED BLOOD」       | (instrumental) | Syu        | 1:48  |
| 2.        | 「BURN MY HEART」      | SHO            | Syu        | 6:50  |
| 3.        | 「CARRY ON」           | SHO            | Syu        | 4:59  |
| 4.        | 「DESTINATIONS」       | SHO、TAKA      | Syu        | 6:08  |
| 5.        | 「STILL LOVING YOU」   | SHO            | YUHKI      | 4:40  |
| 6.        | 「EMOTIONS」           | (instrumental) | YUHKI、Syu | 6:06  |
| 7.        | 「SAVE YOU!」          | SHO            | YUHKI      | 7:27  |
| 8.        | 「A FAR-OFF DISTANCE」 | SHO            | Syu        | 4:53  |
| 9.        | 「FALL IN THE DARK」   | SHO            | Syu        | 5:07  |
| 10.       | 「DESTINY」            | Syu            | Syu        | 7:44  |
| 11.       | 「THE ROAD GOES ON」   | (instrumental) | Syu        | 2:04  |
| 合計時間: | 合計時間:              | 合計時間:      | 合計時間:  | 57:46 |

### 曲解説
1. UNITED BLOOD
インストゥルメンタル曲。次曲に繋がっている。
2. BURN MY HEART
3. CARRY ON
レンタル限定ベスト『BEST-R』に収録された。
この曲まで、曲間をあけることなく流れる構成となっているが、この流れは『ANGEL OF SALVATION』まで受け継がれた。
4. DESTINATIONS
5. STILL LOVING YOU
6. EMOTIONS
インストゥルメンタル曲。
7. SAVE YOU!
8. A FAR-OFF DISTANCE
シングル「BEGINNING OF THE RESURRECTION -Digital EP-」にはリミックスバージョンで収録された。
シングル収録のバージョンと異なり、アウトロで新たに歌詞が追加された。レンタル限定ベスト『BEST-R』に本作収録のバージョンで収録された。
9. FALL IN THE DARK
10. DESTINY
シングル「BEGINNING OF THE RESURRECTION -Digital EP-」には短縮バージョンが収録されたが、本作には2番の歌詞やキーボードソロも含めたバージョンで収録された。
レンタル限定ベスト『BEST-R』には本作収録のバージョンで収録された。
11. THE ROAD GOES ON
インストゥルメンタル曲。